# Jonathan Carver

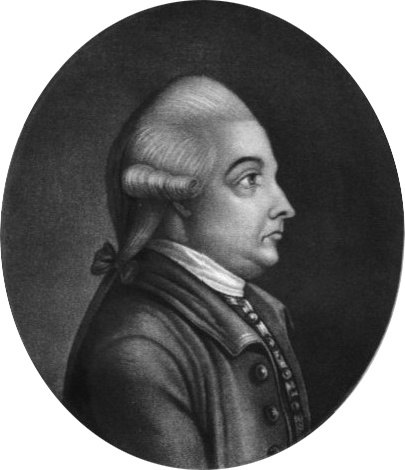
Jonathan Carver

Jonathan Carver (* 13. April 1710 in Weymouth, Massachusetts; † 31. Januar 1780) war ein amerikanisch-britischer Entdecker.

## Leben
Carver war der Sohn von David Carver, einer Persönlichkeit des öffentlichen Lebens, der mehrere Ämter bekleidete. Die Familie besaß zudem eine Mühle. Als Carver noch ein Junge war, zogen sie nach Canterbury in Connecticut um. Carver heiratete 1746 Abigail (geborene Robbins) und hatte mit ihr zwei Töchter, ehe sich die Familie in Montague, Massachusetts niederließ, wo fünf weitere Kinder geboren wurden. Carver trat 1755 in die britische Kolonialarmee ein und beteiligte sich seit 1757 am Franzosen- und Indianerkrieg. 1766 unternahm er eine Reise zum oberen Mississippi und von dort aus zum Oberen See.
1768 begab er sich nach England, um seine Entdeckungen mitzuteilen. 1778 wurden seine Reisen unter dem Titel Travels through the interior parts of North-America in the years 1766–68 in London veröffentlicht.